# Дельмас (город)
Дельмас (фр. Delmas, гаит. креол. Dèlma) — третий по величине город Гаити. Является восточным пригородом столицы страны города Порт-о-Пренс. Население — 395 260 чел. (2015).